# Грінфілдс (Пенсільванія)
Грінфілдс (англ. Greenfields) — переписна місцевість (CDP) в США, в окрузі Беркс штату Пенсільванія. Населення — 1238 осіб (2020).

## Географія
Грінфілдс розташований за координатами 40°21′48″ пн. ш. 75°57′22″ зх. д. / 40.36333° пн. ш. 75.95611° зх. д. (40.363201, -75.956166).  За даними Бюро перепису населення США в 2010 році переписна місцевість мала площу 1,97 км², з яких 1,90 км² — суходіл та 0,07 км² — водойми.

## Демографія
Згідно з переписом 2010 року, у переписній місцевості мешкало 1170 осіб у 510 домогосподарствах у складі 356 родин. Густота населення становила 593 особи/км².  Було 531 помешкання (269/км²).
Расовий склад населення:
| - 90,0 % — білих - 3,2 % — чорних або афроамериканців - 1,4 % — азіатів - 3,8 % — осіб інших рас |

До двох чи більше рас належало 1,7 %. Частка іспаномовних становила 7,8 % від усіх жителів.
За віковим діапазоном населення розподілялося таким чином: 16,7 % — особи молодші 18 років, 55,4 % — особи у віці 18—64 років, 27,9 % — особи у віці 65 років та старші. Медіана віку мешканця становила 51,4 року. На 100 осіб жіночої статі у переписній місцевості припадало 91,5 чоловіків;  на 100 жінок у віці від 18 років та старших — 92,3 чоловіків також старших 18 років.
Середній дохід на одне домашнє господарство  становив 58 004 долари США (медіана — 51 369), а середній дохід на одну сім'ю — 65 493 долари (медіана — 65 735). За межею бідності перебувало 12,3 % осіб, у тому числі 14,4 % дітей у віці до 18 років та 11,5 % осіб у віці 65 років та старших.
Цивільне працевлаштоване населення становило 584 особи. Основні галузі зайнятості: роздрібна торгівля — 32,0 %, освіта, охорона здоров'я та соціальна допомога — 19,9 %, виробництво — 14,0 %, науковці, спеціалісти, менеджери — 9,1 %.